# Loi 13 du football

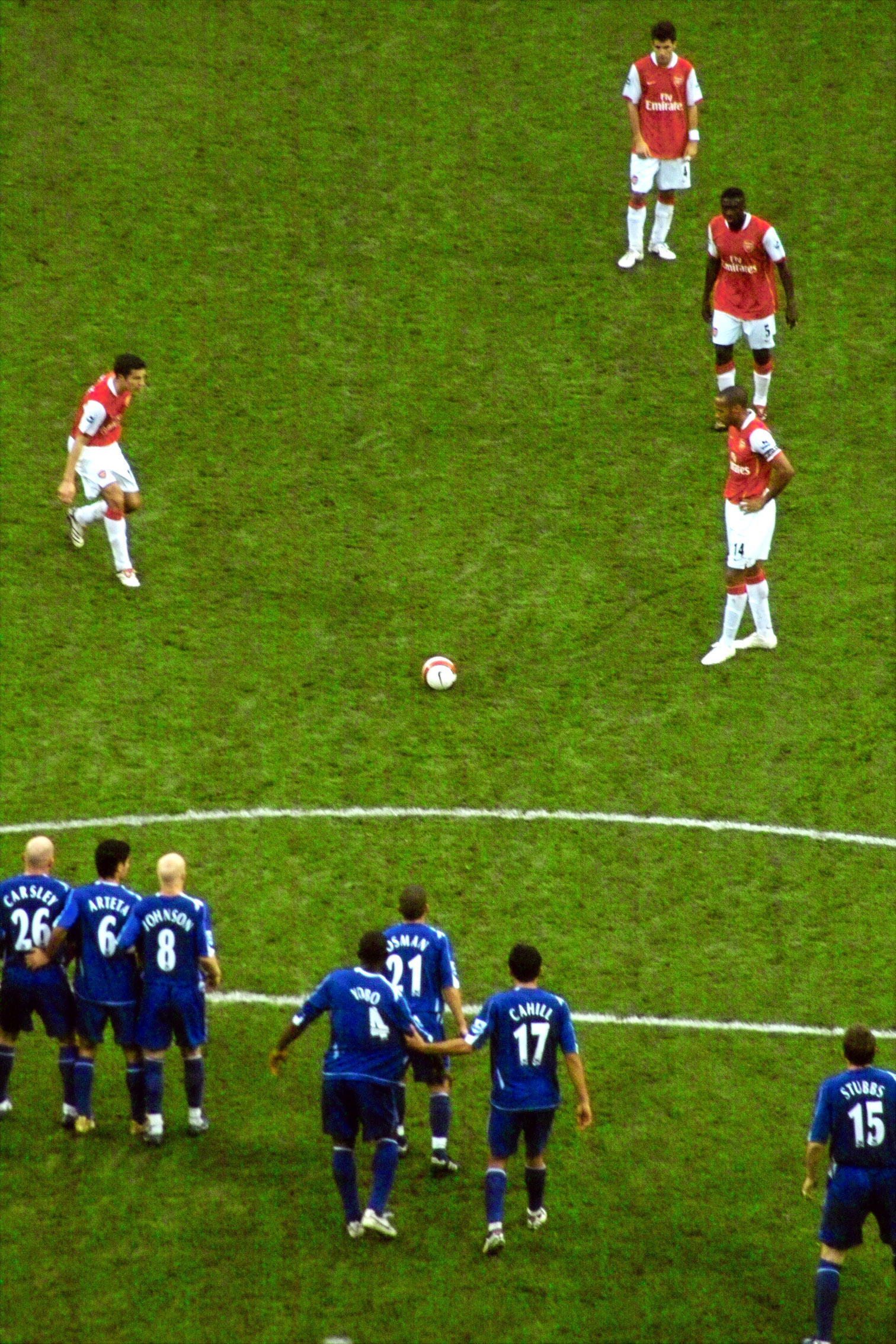
Les joueurs en rouge s'apprêtent à tirer un coup franc.

La loi 13 du football intitulée coups francs fait partie des lois du jeu régissant le football, maintenues par l'International Football Association Board (IFAB) et concerne l'exécution des coups francs. Dans la surface de réparation du fautif, il y a penalty qui sera exécuté selon la loi 14.
Un coup franc direct ou indirect est accordé à l’équipe adverse d’un joueur, remplaçant, joueur remplacé, joueur exclu ou officiel d’équipe coupable d’une faute ou d’une infraction. Les plus graves sont passibles d'un coup franc direct, les autres d'un coup franc indirect. Des coups francs peuvent être accordés pour fautes et comportements antisportifs (selon la loi 12) ou pour des infractions à d'autres lois du jeu : loi 3 (joueurs), loi 11 (hors-jeu), lois 8 (coup d'envoi), 14 (penalty), 15 (touche), 16 (coup de pied de but), 17 (corner).

## La loi 13 actuelle

### Types de coups francs

#### Le coup franc direct
- Si le ballon pénètre directement dans le but de l’équipe adverse, le but est accordé.
- Si un coup franc est tiré directement dans le but de l'équipe de l'exécutant, un corner est accordé à l'équipe adverse.

#### Le coup franc indirect
L’arbitre signale un coup franc indirect en levant le bras au-dessus de la tête. Si un but risque d'être marqué directement, il maintient son bras dans cette position à l’exécution du coup franc jusqu’à ce que le ballon touche un autre joueur ou sorte du jeu.
Le but ne peut être marqué que si le ballon entre dans le but après avoir touché un autre joueur.
- Si le ballon pénètre directement dans le but de l’équipe adverse, un coup de pied de but est accordé à celle-ci ;
- Si le ballon entre directement dans le but de l’équipe de l’exécutant, un coup de pied de coin est accordé à l’équipe adverse.
- Sauf cas contraire, un penalty est accordé à l’équipe attaquante si le gardien récupère le ballon à la suite d’une passe délibérée d’un coéquipier sur sa propre ligne de but.

### Exécution du coup franc
Le coup franc est exécuté à l'endroit où l'infraction a été commise, sauf : 
- un coup franc accordé à l'équipe défendante dans la surface de but, qui peut être exécuté de n’importe quel point de cette surface ;
- un coup franc indirect accordé à l'équipe attaquante dans la surface de but adverse, qui doit être exécuté de la ligne de la surface de but qui est parallèle à la ligne de but, et ce au point le plus proche de l’endroit où a été commise l’infraction ;
- en cas d'infraction en dehors du terrain, le coup franc doit être exécuté au point du terrain le plus proche de l’endroit où a été commise l’infraction ; si ce point est dans la surface de réparation, c'est un penalty qui est exécuté.

#### Procédure
- Le ballon doit être immobile au moment de la frappe, et l’exécutant ne doit pas toucher le ballon une seconde fois avant que celui-ci n’ait été touché par un autre joueur.

- Le ballon est en jeu dès qu’il est botté et a clairement bougé.

Tant que le ballon n'est pas en jeu :
- tous les joueurs de l’équipe adverse doivent se trouver au moins à 9,15 m du ballon ou sur leur ligne de but entre les poteaux ;
- pour un coup franc accordé à l'équipe défendante dans la surface de réparation, tous les joueurs de l’équipe adverse doivent se trouver en dehors cette surface.

Si l’équipe en défense forme un mur de trois joueurs ou plus, les joueurs de l’équipe en attaque doivent se tenir à au moins un mètre de ce mur jusqu’à ce que le ballon soit en jeu.
Il est permis de faire semblant de tirer, et de tirer le ballon vers un adversaire (sans violence) afin de pouvoir le rejouer après rebond sur celui-ci.

### Infractions et sanctions
Si, lorsqu’un coup franc est joué, un joueur de l’équipe en attaque se trouve à moins d’un mètre du mur adverse formé de trois joueurs ou plus, un coup franc indirect est accordé à l’équipe en défense.
Quand un joueur de l’équipe adverse ne se trouve pas à la distance requise ou hors de la surface lors de l’exécution du coup franc :
- En vertu de l'avantage, un coup franc peut toujours être exécuté immédiatement, avec l'accord de l'arbitre. Si l'équipe qui bénéficie de la faute décide de ne pas jouer immédiatement (demande de faire respecter la distance par l'adversaire, attente de repositionnement de ses coéquipiers...), l'équipe adverse a le droit de former un mur et le jeu ne pourra reprendre qu'après accord de l'arbitre qui ne doit survenir qu'une fois tous les joueurs en place.
- Si l’exécutant a décidé de jouer le ballon rapidement malgré la présence d'un adversaire mal placé (mais qui a cherché à se repositionner), le coup franc ne sera pas recommencé.
- Les joueurs de l'équipe fautive doivent se positionner « au plus tôt » conformément à la loi. À ce titre, si un joueur reste ostensiblement devant le ballon dans le but de retarder la reprise du jeu au lieu de se porter à distance requise, il doit être averti. L'équipe bénéficiaire de la faute n'a elle pas à être victime de cette tactique : elle est autorisée à jouer rapidement, et en ce cas, si le joueur volontairement mal placé intervient dans le jeu, le coup franc sera rejoué (contrairement au point précédent où le joueur a cherché à se repositionner).
- Si l’exécutant n'a pas joué rapidement (demande de faire respecter la distance, attente de repositionnement de ses coéquipiers...) et que l'arbitre autorise la mise en jeu, après avoir placé le mur, mais qu'un adversaire ne se trouve plus à la distance requise au botté, le coup franc sera recommencé, sous réserve de l'avantage.
- Si l’exécutant qui n'a pas souhaité jouer rapidement (demande de faire respecter la distance, placement d'un mur, attente de repositionnement de ses coéquipiers...) joue le coup franc sans avoir attendu le signal de l'arbitre, il sera averti, et le coup franc recommencé dans tous les cas (un ballon ne peut être mis en jeu qu'avec l'accord de l'arbitre).

Quand le ballon est en jeu et que l’exécutant touche le ballon une seconde fois avant que celui-ci n’ait été touché par un autre joueur un coup franc indirect est accordé à l’équipe adverse qui doit être exécuté à l’endroit où la faute a été commise (si c'est une main, un coup franc direct, ou, si l'exécutant est dans sa surface de réparation, un penalty (ou un coup franc indirect s'il s'agit du gardien)
Si l’équipe en défense a formé un mur de trois joueurs ou plus, l'arbitre ne doit pas autoriser la tenue du coup franc tant qu'un coéquipier du tireur se trouve à moins d'un mètre de ce mur. Si entre le signal de l’arbitre et le botté, un joueur de l’équipe en attaque vient se placer à moins d'un mètre du mur, il sera sanctionné d'un coup franc indirect.

## Tireurs de coups francs célèbres
En 2009, le tabloïd anglais Daily Mail publie sa liste des dix meilleurs tireurs de coups francs de l'histoire. L'Anglais David Beckham, le Brésilien Juninho et l'Italien Andrea Pirlo apparaissent aux trois premiers rangs, suivis de Ronaldinho, Roberto Carlos, Rivelino, Paul Gascoigne, Zico, Alessandro Del Piero, Zinédine Zidane et Sinisa Mihajlovic.
Mise à part ceci, d'autres très célèbres joueurs sont connus pour leurs coups francs, comme le portugais Cristiano Ronaldo, le brésilien Rogério Ceni  ou encore l'argentin Lionel Messi.